# Aleksej Jeskov
Aleksej Igorevitsj Jeskov (Russisch: Алексей Игоревич Еськов) (Nevinnomyssk, 7 september 1978) is een Russisch voormalig voetbalscheidsrechter. Hij was in dienst van FIFA en UEFA tussen 2011 en 2019. Ook leidde hij tot 2020 wedstrijden in de Premjer-Liga.
Op 14 juli 2011 maakte Jeskov zijn debuut in Europees verband tijdens een wedstrijd tussen TPS Turku en Westerlo in de voorronde van de UEFA Europa League; het eindigde in 0–1 voor Westerlo en de Russische scheidsrechter trok tweemaal een gele kaart. Zijn eerste interland floot hij op 16 november 2014, toen Turkije met 3–1 won van Kazachstan. Tijdens dit duel gaf Jeskov vier gele kaarten.

## Interlands
| Datum            | Plaats                  | Wedstrijd                    | Uitslag | Competitie             | Kreeg geel | Kreeg voor de tweede keer geel en dus rood | Weggestuurd |
| ---------------- | ----------------------- | ---------------------------- | ------- | ---------------------- | ---------- | ------------------------------------------ | ----------- |
| 16 november 2014 | Istanboel, Turkije      | Turkije – Kazachstan         | 3 – 1   | EK 2016 kwalificatie   | 4          | 0                                          | 0           |
| 10 oktober 2015  | Reykjavik, IJsland      | IJsland – Letland            | 2 – 2   | EK 2016 kwalificatie   | 4          | 0                                          | 0           |
| 7 oktober 2016   | Tallinn, Estland        | Estland – Gibraltar          | 4 – 0   | WK 2018 kwalificatie   | 0          | 0                                          | 0           |
| 8 juni 2018      | Moskou, Rusland         | Iran – Litouwen              | 1 – 0   | Vriendschappelijk      | 1          | 0                                          | 0           |
| 11 oktober 2018  | Tórshavn, Faeröer       | Faeröer – Azerbeidzjan       | 0 – 3   | Nations League 2018/19 | 7          | 0                                          | 0           |
| 10 juni 2019     | Skopje, Noord-Macedonië | Noord-Macedonië – Oostenrijk | 1 – 4   | EK 2020 kwalificatie   | 4          | 0                                          | 0           |
| 18 november 2019 | Amarousio, Griekenland  | Griekenland – Finland        | 2 – 1   | EK 2020 kwalificatie   | 3          | 0                                          | 0           |